# Castell de Sumacàrcer
El Castell de Penya-roja o Castell de Sumacàrcer se situa sobre un gran promontori al terme municipal de Sumacàrcer, en la comarca de la Ribera Alta, a la província de València.
Construït amb fàbrica de tàpia i maçoneria sobre el primitiu nucli de població, aprofita l'orografia per construir dos complexos separats a nord-oest i sud-est, dels quals actualment només queden algunes restes de muralla i bases d'alguns torrasses.
Es tracta d'un castell islàmic amb orígens anteriors al segle xi, que és abandonat al segle xiii al traslladar-se la població al costat del riu Xúquer, si bé va comptar amb permís per ser reconstruït en el segle xiv.
Monument declarat en els registres de Béns d'Interés Cultural del patrimoni valencià i espanyol amb el codi R-I-51-0010688.